# Alena Mikúlitx
Alena Mikúlitx (belarús: Алена Уладзіміраўна Мікуліч)  (Minsk, 21 de febrer de 1977) és una remadora belarussa, ja retirada, que va competir durant la dècada de 1990.
El 1996 va prendre part en els Jocs Olímpics d'Estiu d'Atlanta, on va guanyar la medalla de bronze en la prova del vuit amb timoner del programa de rem. En el seu palmarès també destaca una medalla d'or al Campionat del Món de rem de 1999.